# Pan Sorasak
Pan Sorasak (tiếng Khmer: ប៉ាន សូរស័ក្តិ; sinh ngày 30 tháng 10 năm 1955) là chính khách Campuchia từng giữ chức Bộ trưởng Bộ Thương mại của Chính phủ Hoàng gia Campuchia từ năm 2016 đến năm 2023. Ông được bổ nhiệm lại vào vị trí này vào tháng 9 năm 2018 cho khóa lập pháp thứ VI, sau khi đảm nhiệm cùng chức vụ trong khóa lập pháp thứ V khi được bổ nhiệm vào tháng 4 năm 2016.

## Sự nghiệp
Từ năm 2008, Pan Sorasak là Quốc vụ khanh (Thứ trưởng) tại Bộ Thương mại, và ông chịu trách nhiệm về Chính sách Thương mại Chiến lược và Hợp tác Thương mại Quốc tế. Ông cũng lãnh đạo một nhóm công tác phụ trách việc phê chuẩn Hiệp định Thuận lợi hóa Thương mại của Campuchia cho Gói Bali của WTO (2013-2016).
Dưới sự lãnh đạo của ông, Bộ Thương mại đã thúc đẩy hoàn thiện nhiều dự thảo luật và nhiều sửa đổi khác nhau bao gồm bảo vệ người tiêu dùng, an toàn thực phẩm, cạnh tranh, giao dịch bảo đảm và biện pháp khắc phục thương mại. Ông được công nhận là một trong những động lực chính thúc đẩy việc sử dụng công nghệ thông tin và truyền thông (CNTT) trong phát triển doanh nghiệp vừa và nhỏ để tăng khả năng cạnh tranh của họ.
Ông còn khởi xướng và lãnh đạo việc thực hiện Kế hoạch tổng thể CNTT và Trang thông tin thương mại của Bộ và chịu trách nhiệm hiện đại hóa cơ sở hạ tầng CNTT của Bộ. Trước đó, ông đề xuất việc soạn thảo Luật Thương mại điện tử, sáng kiến Bộ điện tử, cũng như việc tạo ra và chuẩn hóa chữ Khmer Unicode trên máy tính.
Trước khi gia nhập khu vực công, Sorasak đã dành sự nghiệp của mình cho khu vực tư nhân trong suốt 18 năm, đảm nhiệm nhiều vị trí cấp cao (lên đến Phó Chủ tịch công ty) tại UNOCAL, một công ty thăm dò dầu khí đa quốc gia của Mỹ tại Hoa Kỳ, Indonesia, Thái Lan và Singapore và đứng đầu văn phòng quốc gia của công ty này tại Campuchia. Ông cũng làm việc trên cương vị là Nhà nghiên cứu cho Không quân Mỹ và Lầu Năm Góc.
Sorasak từng có thời gian phục vụ trong một số tổ chức bao gồm thành viên Hội đồng Kiến trúc sư Campuchia, Phó Chủ tịch Hội đồng Tiêu chuẩn Quốc gia, Hội đồng Thống kê Quốc gia, Hội đồng Khoa học & Công nghệ Quốc gia (NCST) và Hội đồng Doanh nghiệp Mỹ - Campuchia (AmCam).